# 23469 Neilpeart
23469 Neilpeart là một tiểu hành tinh vành đai chính với chu kỳ quỹ đạo là 1591.4368672 ngày (4.36 năm).
Nó được phát hiện ngày 22 tháng 9 năm 1990.